# Mohammed Saleh Zaki
 (août 2021).
La mise en forme du texte ne suit pas les recommandations de Wikipédia : il faut le « wikifier ».
Les points d'amélioration suivants sont les cas les plus fréquents. Le détail des points à revoir est peut-être précisé sur la page de discussion.
- Les titres sont pré-formatés par le logiciel. Ils ne sont ni en capitales, ni en gras.
- Le texte ne doit pas être écrit en capitales (les noms de famille non plus), ni en gras, ni en italique, ni en « petit »…
- Le gras n'est utilisé que pour surligner le titre de l'article dans l'introduction, une seule fois.
- L'italique est rarement utilisé : mots en langue étrangère, titres d'œuvres, noms de bateaux, etc.
- Les citations ne sont pas en italique mais en corps de texte normal. Elles sont entourées par des guillemets français : « et ».
- Les listes à puces sont à éviter, des paragraphes rédigés étant largement préférés. Les tableaux sont à réserver à la présentation de données structurées (résultats, etc.).
- Les appels de note de bas de page (petits chiffres en exposant, introduits par l'outil «  Source ») sont à placer entre la fin de phrase et le point final[comme ça].
- Les liens internes (vers d'autres articles de Wikipédia) sont à choisir avec parcimonie. Créez des liens vers des articles approfondissant le sujet. Les termes génériques sans rapport avec le sujet sont à éviter, ainsi que les répétitions de liens vers un même terme.
- Les liens externes sont à placer uniquement dans une section « Liens externes », à la fin de l'article. Ces liens sont à choisir avec parcimonie suivant les règles définies. Si un lien sert de source à l'article, son insertion dans le texte est à faire par les notes de bas de page.
- La présentation des références doit suivre les conventions bibliographiques. Il est recommandé d'utiliser les modèles {{Ouvrage}}, {{Chapitre}}, {{Article}}, {{Lien web}} et/ou {{Bibliographie}}. Le mode d'édition visuel peut mettre en forme automatiquement les références.
- Insérer une infobox (cadre d'informations à droite) n'est pas obligatoire pour parachever la mise en page.

Pour une aide détaillée, merci de consulter Aide:Wikification.
Si vous pensez que ces points ont été résolus, vous pouvez retirer ce bandeau et améliorer la mise en forme d'un autre article.
Pour les articles homonymes, voir Zaki.
Salim Mohammed Saleh Zaki (en arabe : محمد صالح زكي), né en 1888 et mort en 1974, également connu sous le nom d'Abdul Karim, est un artiste irakien et a fait partie de l'une des premières générations de peintres irakiens à être formées aux méthodes de peinture occidentales. Faisant partie d'un groupe d'artistes, connu sous le nom d'Ottomans, lui et ses contemporains ont été crédités d'avoir apporté une esthétique européenne à l'art irakien et d'avoir encouragé une génération d'artistes contemporains locaux.

## Vie et carrière
Mohammed Saleh Zaki est né à Bagdad en 1888 et y est mort en 1974. Il a terminé ses études à Bagdad et est ensuite diplômé de l'Académie militaire d'Istanbul, en Turquie, où le dessin et la peinture faisaient partie intégrante du programme d'études. Il était officier dans l'armée irakienne au moment de l'établissement du régime national, devenant commandant de la garde royale.
Tout au long de sa carrière militaire, il a poursuivi la peinture comme passe-temps. Après son retour à Bagdad, il y a poursuivi ses études artistiques.
Avec les peintres Mohammed Hajji Selim (1883-1941), Asim Hafidh (1886-1978) et Abdul Qadir Al Rassam (1882-1952), il faisait partie d'un petit groupe d'Irakiens qui ont été le premier groupe d'artistes à pratiquer la peinture avec un chevalet et travaillant généralement dans le style européen. Ce groupe de peintres est devenu connu sous le nom d'artistes ottomans et était en grande partie responsable de la stimulation d'un intérêt pour l'art occidental parmi la population irakienne, qui à son tour a inspiré la prochaine génération d'artistes irakiens modernes. De nombreux artistes modernes irakiens ont commencé leur carrière en prenant des cours avec l'un des artistes ottomans.
Il a voyagé en Europe en 1938, où il a visité des musées d'art et peint ses observations de terres étrangères. Il a pris sa retraite en 1972.

## Œuvres
Il s'est concentré sur la peinture de paysages, principalement dans le style réaliste. Il a également peint des œuvres illustrant l'histoire militaire de l'Irak.

## Voir également
- Arts de l'Islam